# Pinakbet

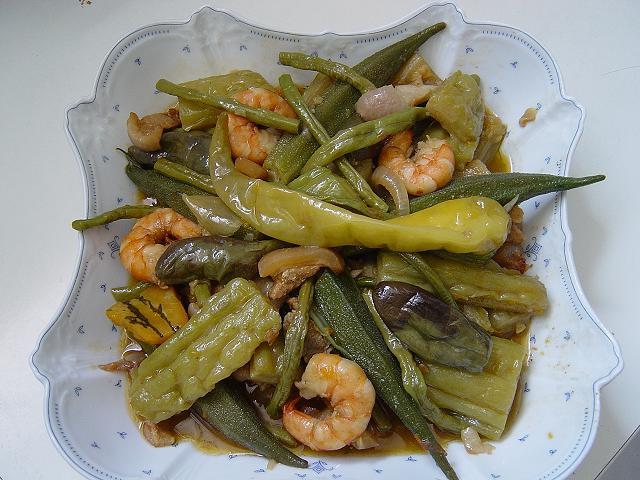
Pinakbet aus Ilocos

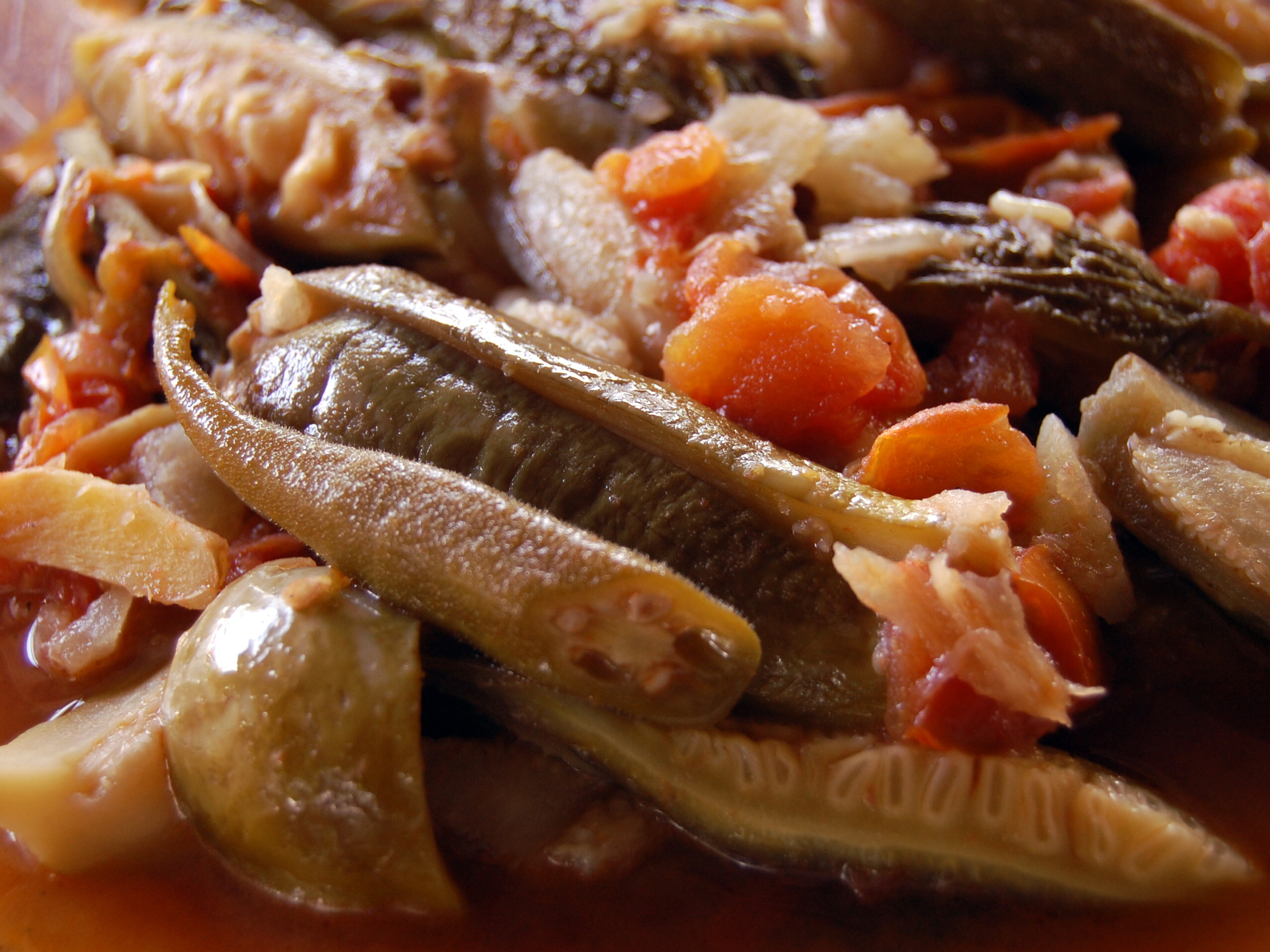
Pinakbet

Pinakbet, auch pakbet, ist ein Gericht der philippinischen Küche, das aus der Ilokanoregion im Norden stammt, allerdings auf den gesamten Philippinen verbreitet ist.
Das Wort ist die Kurzform des Ilokano Wortes pinakebbet, was geschrumpft bedeutet. Das Gericht besteht aus Bagoong terong (Fischpaste aus fermentiertem Fisch) und Gemüse, hauptsächlich Bittermelonen, Auberginen, Tomaten, Okra, Bohnen, Chili etc.
Gewürzt wird das Gericht mit Ingwer, Zwiebeln, Knoblauch und Fisch- oder Garnelenpaste.
Das Gericht wird gekocht, bis die meiste Flüssigkeit verdampft ist und die Zutaten geschrumpft sind, daher der Name. In verschiedenen Regionen der Philippinen gibt es regionale Abwandlungen des Gerichtes, bei denen zusätzliche Zutaten verwenden werden (z. B. Spanferkel).
Serviert wird das Gericht meist mit Reis.